# Agnete Johnsen
Agnete (Nesseby, Noruega, 4 de julio de 1994) es una cantante noruega. Conocida por ser integrante del famoso grupo musical The BlackSheeps. En 2016, se hizo con la victoria en el Melodi Grand Prix, convirtiéndose en la representante de Noruega en el Festival de la Canción de Eurovisión 2016, con la canción "Icebreaker", sin embargo, no pudo clasificarse a la final.

## Biografía
Ganó el MGP Noruego Junior en 2008 gracias al grupo The BlackSheeps con la canción "Oro jaska beana". Actualmente ha cancelado su tour por Europa de su canción "Icebreaker"(Eurovision 2016) por enfermedad según informó en su página oficial. Realizó el videoclip de esa canción. Así, actuó en el Festival de la Canción de Eurovisión 2016, aunque no logró pasar a la final.

## Discografía

### Simples
| Año  | Simple                                           | Posición chart | Álbum    |
| Año  | Simple                                           | NOR            | Álbum    |
| ---- | ------------------------------------------------ | -------------- | -------- |
| 2013 | "Goin' Insane"                                   | —              | Sencillo |
| 2014 | "Mama"                                           | —              | Sencillo |
| 2015 | "Hurricane Lover" (Carina Dahl featuring Agnete) | —              | Sencillo |
| 2016 | "Icebreaker"                                     | —              | Sencillo |